# Virštanj
Virštanj – wieś w Słowenii, w gminie Podčetrtek. W 2018 roku liczyła 222 mieszkańców.